# 亚硫酸锌
亚硫酸锌是一种锌化合物，微溶于水，不溶于乙醇。可形成二水合物ZnSO3·2H2O。
同大多数亚硫酸盐一样，它在空气中氧化成ZnSO4，加热分解为氧化锌和二氧化硫。
亚硫酸锌可由氢氧化锌和二氧化硫反应制备，用作医药和标本防腐剂。